# Tak (Thailandia)
Tak (in thailandese ตาก) è una città minore (thesaban mueang) della Thailandia. Il territorio comunale occupa una parte del distretto di Mueang Tak, che è capoluogo della Provincia di Tak, nel gruppo regionale della Thailandia del Nord. Anche se nel distretto di Tak hanno sede il governo provinciale e distrettuale, il comune più popoloso della provincia è Mae Sot, che ha lo status di città maggiore (thesaban nakhon) e nel 2020 aveva 41 581 residenti contro i 16 079 di Tak.

## Geografia fisica

### Territorio
Tak è attraversata dal fiume Ping, che più a sud confluisce nel fiume Chao Phraya. La zona a est della città è pianeggiante mentre a ovest ci sono i primi contrafforti dei monti del Tenasserim e della catena dei Dawna. La capitale Bangkok si trova a 418 km di strada verso sud-sudest.

### Clima
La temperatura media mensile massima è di 38,5° in aprile, durante la stagione secca, con un picco di 44° registrato in aprile, mentre la media mensile minima è di 17° e si registra a dicembre e gennaio, nella stagione fresca, con un picco di 6° a dicembre. La media massima mensile delle precipitazioni piovose è di 215,5 mm in settembre, nella stagione delle piogge, con un picco giornaliero di 175,7 mm in maggio. La media minima mensile è di 2,1 mm in gennaio. La stagione fresca va da novembre a febbraio, mesi nei quali le temperature diurne sono comunque alte. La stagione secca va da febbraio ad aprile e quella delle piogge da maggio a ottobre.

## Suddivisione amministrativa del distretto

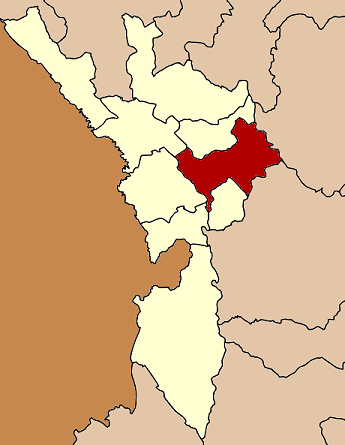
Localizzazione del distretto di Mueang Tak nella provincia omonima

Il territorio comunale è compreso nel Distretto di Mueang Tak, che è capoluogo della provincia omonima e uno dei 9 distretti della provincia stessa.
Il distretto è suddiviso in 10 sottodistretti (tambon), che a loro volta comprendono 86 villaggi (muban).